# Cephalotes biguttatus
Cephalotes biguttatus é uma espécie de inseto do gênero Cephalotes, pertencente à família Formicidae.